# B'z LIVE-GYM Pleasure 2023 -STARS-
『B'z LIVE-GYM Pleasure 2023 -STARS-』（ビーズ・ライブジム・プレジャー・ツーサウザンドトゥエンティスリー・スターズ）は、日本の音楽ユニット・B'zの映像作品。DVDとBlu-ray Discで発売。

## 概要
B'zデビュー35周年を記念して2023年6月17日から2023年9月24日まで開催された5年ぶりのPleasureツアー『B'z LIVE-GYM Pleasure 2023 -STARS-』より、最終日9月24日のヤンマースタジアム長居千秋楽公演の模様を完全収録。セットリストは、ツアータイトルに冠した54thシングル「STARS」など、新旧ヒット曲が織り交ぜられている。
本作には、ステージ写真を収めた100ページのフォトブックレットが付属。初回生産分のみの特典として、ツアービジュアルを使用したアクリルスタンドが付属されている。

## 演奏

### メンバー
- 松本孝弘：ギター、プロデュース
- 稲葉浩志：ボーカル

### サポートメンバー
- Yukihide"YT"Takiyama：ギター
- 青山英樹 ：ドラム
- 川村ケン：キーボード
- 清：ベース

## 収録内容

### 本編
1. LOVE PHANTOM
  - スタジアム・ドーム公演から追加された。アリーナ公演では「Dark Rainbow」が演奏されていた。
  - 2025年1月からB'zの公式YouTubeチャンネルで公開されている[8][9]。
2. FIREBALL
  - 2017年から2018年にかけて行われたツアー『B'z LIVE-GYM 2017-2018 "LIVE DINOSAUR"』以来、約5年ぶりの演奏。
3. RUN
  - 恒例のMC「B'zのLIVE-GYMにようこそ！」に引き続いて演奏。演奏中はスクリーンに過去のB'zのライブ映像が映し出された[10]。
4. 夜にふられても
  - 1989年に行われたツアー『B'z LIVE-GYM #00 "OFF THE LOCK"』以来、約34年ぶりの演奏。映像化は本作が初。
5. 恋心 (KOI-GOKORO)
6. イチブトゼンブ
  - 「35年分の感謝と愛情を込めて演奏するので、皆さんゆっくり、たっぷり、自由に楽しんでください」という稲葉のMCに続く形で演奏。序盤は大胆にテンポを落としたソウルフルなアコースティックアレンジだったが、ワンコーラスを終えたところで残りの楽器隊が加わり、一気にバンドサウンドへ移行する[10]。
7. NATIVE DANCE
  - 2013年に行われたツアー『B'z LIVE-GYM Pleasure 2013 -ENDLESS SUMMER-』以来、約10年ぶりの演奏。
8. GUITAR KIDS RHAPSODY
  - 1992年に行われたツアー『B'z LIVE-GYM Pleasure '92 "TIME"』以来、約31年ぶりの演奏。映像化は本作が初。
  - アコースティックギターを持った稲葉と、松本、YTが横に並んで演奏。歌詞にあった「ストラト離さなかった あの頃」の部分は「レスポール」に変えられ、松本が持っているレスポールがスクリーンに大きく映し出される演出が行われた[10]。
9. Calling
10. 太陽のKomachi Angel
11. LADY NAVIGATION
  - 2013年に行われたツアー『B'z LIVE-GYM Pleasure 2013 -ENDLESS SUMMER-』以来、約10年ぶりの演奏。
  - 曲中では、バックスクリーンに映し出された2人の似顔絵が徐々に上昇し、顔が見切れたところでイラストと同じ巨大オブジェがスクリーン上部に登場する演出が行われた[10]。
12. BIG
  - 1996年に行われたツアー『B'z LIVE-GYM '96 "Spirit LOOSE"』以来、約27年ぶりの演奏。映像化は本作が初。
  - スタジアム・ドーム公演から追加された。
  - ステージ上に設置されたバーカウンターのセットでメンバーのトークコーナーが行われ、カウンターに置かれたファンクラブ会報の第1号やプロモーション用のカセットテープなど、貴重なアイテムを手に取って当時の思い出話を紹介。
  - そのままハイチェアに腰掛けながら演奏がスタート。稲葉はブルースハープを吹きながら、「勢いだけで35年」「大阪にも何回来たんだろう」など、歌詞にアレンジを加えて演奏した[10]。
13. JAP THE RIPPER
  - 2001年に行われたツアー『B'z LIVE-GYM 2001 "ELEVEN"』以来、約22年ぶりの演奏。
  - 本曲で松本はYAMAHA MG−M CUSTOM ZEBRAを使用している。
14. YES YES YES
  - スタジアム・ドーム公演から追加された。
  - 稲葉によると本曲は「世の中がパンデミックのときに、完成したらぜひライブで皆さんとでかい声で歌いたいと思って作った曲」だったが、完成以降数年間のライブでは観客は声出しNGだったことを受け、「やっとこの状態までたどり着きました。人と一緒に歌う。こんなシンプルな喜びを感じながらやりたいと思います」というMCに続く形で演奏[10]。
  - 曲が始まると稲葉はステージを降り、トロッコに乗ってグラウンドを1周しながら演奏した[10][注 1]。
15. 愛のままにわがままに 僕は君だけを傷つけない
  - 2010年に行われたツアー『B'z LIVE-GYM 2010 "Ain't No Magic"』以来、約13年ぶりの演奏。
16. ultra soul
17. BAD COMMUNICATION
  - 「ultra soul」の曲間に挟まるようにワンコーラスを演奏[10]。演奏後はそのままシームレスに「ultra soul」に戻る[10]。
18. IT'S SHOWTIME!!
19. 君の中で踊りたい 2023
20. 兵、走る
21. STARS
  - ここからアンコール。当時の最新曲となるB'zの54thシングル曲であり、ツアータイトルナンバー。
  - 曲中では、稲葉の呼びかけによって演出への参加が観客に促され、スタジアムにいる全員がスマホのライトを点けて振りかざした[10]。
22. Pleasure 2023 ～人生の快楽～
  - Pleasureシリーズのタイトルナンバー。過去の「Pleasure 〜人生の快楽〜」と同様に、2番Aメロなどの歌詞を一部変更している。

### 特典DISC
TOUR DOCUMENTARY
2023年3月に抽選で招待された200名のファンとともに行った「STARS」のミュージックビデオ収録風景からライブリハーサル、ツアーファイナルまでを追った約2時間におよぶツアードキュメンタリー。また、ライブ本編には未収録の日替わり曲「星降る夜に騒ごう」「もう一度キスしたかった」や、アリーナ公演でオープニングを飾った「Dark Rainbow」のフル映像も収録している。
1. Dark Rainbow
  - アリーナ公演でのみ演奏されていた。
2. 星降る夜に騒ごう
  - 2020年に行われた無観客配信ライブ『B'z SHOWCASE 2020 -5 ERAS 8820-』のDay1以来、約3年ぶりの演奏。有観客ライブでは、1993年に行われた『B'z LIVE-GYM Pleasure '93 "JAP THE RIPPER"』以来、約30年ぶりの演奏。
3. もう一度キスしたかった